# Þorbjörn Arnbjörnsson
Þorbjörn Arnbjörnsson o Arnbjarnarson (Thorbiorn, n. 888) fue un caudillo vikingo y uno de los primeros colonos de Krossavík, Hof í Vopnafirði, Norður-Múlasýsla en Islandia. Fue el primer goði del clan familiar de los Stafhyltingar. Su hijo Teitur Þorbjörnsson (n. 905) es un personaje de la saga de Egil Skallagrímson.